# سيجني اسموسين
سيجني اسموسين هي مغنية دنماركية، ولدت في 1970 في كوبنهاغن في الدنمارك.